# Ophiocryptus granulosus
Ophiocryptus granulosus är en ormstjärneart som beskrevs av Nielsen 1932. Ophiocryptus granulosus ingår i släktet Ophiocryptus och familjen Ophiodermatidae. Inga underarter finns listade i Catalogue of Life.